# Limanovia Limanowa
Limanovia Limanowa — polski klub piłkarski z siedzibą w Limanowej, utworzony w 1924 roku. Występuje w IV lidze, gr. małopolskiej.

## Informacje ogólne
- Barwy statutowe: żółto-czerwone-niebieskie[potrzebny przypis].
- Pojemność stadionu: 959 miejsc, w tym 100 dla przyjezdnych kibiców[1].
- Adres: ul. Marka 34, 34-600 Limanowa.

## Sukcesy
- Awans do II ligi w sezonie 2012/2013[2]
- 1/8 finału Pucharu Polski 2011/2012 Limanovia Limanowa (1:2)0:3 wo.Wisła Kraków[3][4]
  - Bramki: Artur Skiba (43) - Michael Lamey (14), (51)
  - Limanovia: Krzysztof Pyskaty - Dawid Basta, Patryk Banaszkiewicz, Radosław Kulewicz, Paweł Kępa - Jacek Pietrzak (82, Rafał Gadzina), Artur Prokop, Jakub Wańczyk, Artur Skiba (68, Maciej Ślazyk), Rafał Waksmundzki - Szymon Kiwacki (74, Piotr Chlipała)
  - Wisła: Milan Jovanić - Michael Lamey, Michał Czekaj, Júnior Díaz, Dragan Paljić - Łukasz Garguła, Cezary Wilk, Tomáš Jirsák (90, Michał Szewczyk), Daniel Brud, Andraž Kirm (81, Adrian Stanek) - Rafał Boguski
- 1/16 finału Pucharu Polski 2011/2012: Limanovia Limanowa 1:0 Lechia Gdańsk[5][6]
  - Bramka: Paweł Kępa (19)
  - Limanovia: Krzysztof Pyskaty - Radosław Kulewicz, Patryk Banaszkiewicz, Artur Prokop, Paweł Kępa - Rafał Waksmundzki, Jakub Wańczyk, Artur Skiba, Jacek Pietrzak (86, Piotr Chlipała), Dawid Basta (69, Maciej Ślazyk) - Szymon Kiwacki (79, Rafał Gadzina).
  - Lechia: Wojciech Pawłowski - Krzysztof Bąk, Sergejs Kožans, Luka Vučko, Vytautas Andriuškevičius - Marcin Pietrowski, Łukasz Surma, Jakub Popielarz (46, Fred Benson), Kamil Poźniak (46, Mateusz Machaj), Tomasz Dawidowski (83, Deleu) - Josip Tadić
- Małopolski Puchar Polski - 2010/2011, 2011/2012
- Awans do III ligi w sezonie 2010/2011
- Awans do III ligi w sezonie 1984/1985

## Puchar Polski 2011/2012
W lipcu 2011 roku po zwycięstwie nad Garbarnią Kraków 1:0 (bramka Szymona Kiwackiego) limanowski klub zakwalifikował się do rundy przedwstępnej szczebla centralnego rozgrywek Pucharu Polski.
| Drużyna 1                            | Wynik        | Drużyna 2                     |
| ------------------------------------ | ------------ | ----------------------------- |
| Runda przedwstępna - 20 lipca 2011   |              |                               |
| Limanovia Limanowa                   | 2:0          | Raków Częstochowa             |
| Runda wstępna - 3 sierpnia 2011      |              |                               |
| LZS Turbia                           | 0:4          | Limanovia Limanowa            |
| 1/32 finału                          |              |                               |
| Limanovia Limanowa                   | 3:0 wo.      | KS Stilon Gorzów Wielkopolski |
| 1/16 finału Runda - 20 września 2011 |              |                               |
| Limanovia Limanowa                   | 1:0          | Lechia Gdańsk                 |
| 1/8 finału - 26 października 2011    |              |                               |
| Limanovia Limanowa                   | (1:2)0:3 wo. | Wisła Kraków                  |

## Kadra
stan na 9 sierpnia 2015
| Nr | Poz. | Piłkarz             |
| -- | ---- | ------------------- |
|    | BR   | Huber Bieda         |
|    | BR   | Wojciech Mastalerz  |
|    | OB   | Walid Kandel        |
|    | OB   | Kamil Zaręba        |
|    | OB   | Kamil Kuzak         |
|    | OB   | Jacek Mąka          |
|    | OB   | Dawid Kurczab       |
|    | OB   | Sylwester Wierzycki |
|    | OB   | Mateusz Lis         |
|    | OB   | Michał Ruchałowski  |
|    | PO   | Wojciech Wójtowicz  |

| Nr | Poz. | Piłkarz           |
| -- | ---- | ----------------- |
|    | PO   | Wojciech Kaim     |
|    | PO   | Mateusz Król      |
|    | PO   | Kamil Kurczab     |
|    | PO   | Tomasz Lichota    |
|    | PO   | Damian Wsół       |
|    | PO   | Józef Piwowarczyk |
|    | PO   | Wojciech Odziomek |
|    | NA   | Mateusz Czaja     |
|    | NA   | Łukasz Duchnik    |
|    | NA   | Maciej Ślazyk     |
|    | NA   | Aleksander Kożuch |